# Organopoda carnearia
Organopoda carnearia là một loài bướm đêm trong họ Geometridae.